# 9K330 Tor
9K330 Tor (ryska: 9К330 Тор, NATO-rapporteringsnamn: SA-15 Gauntlet) är ett luftvärnsrobotssystem med allvädersförmåga för mål på låg till medelhög höjd. Systemet är ursprungligen utvecklat i Sovjetunionen för att bekämpa flygplan och helikoptrar men även mindre mål som kryssningsrobotar och obemannade luftfarkoster.

## Utveckling
Utvecklingen av Tor-missilsystemet inleddes den 4 februari 1975, som svar på ett direktiv från kommunistpartiets centralkommitté. Initierad som en efterföljare till 9K33 Osa genomfördes utvecklingen av den landbaserade versionen parallellt med en fartygsbaserad variant av systemet (3K95 Kinzjal / NATO-rapporteringsnamn: SA-N-9 Gauntlet), för att installeras på ett antal kommande skeppsklasser, inklusive de tunga robotkryssarna ur Projekt 1144 Orlan-klassen. Ansvaret för utvecklingen av systemet gavs till Antei designbyrå, där robotarna utvecklades av MKB Fakel och Altairs designbyrå var ansvarig för utvecklingen av 3K95 Kinzjal. Alla insatser av utvecklare och tillverkare av Tor-robotsystemet koordinerades 2002 i koncernen Almaz-Antei.

## Konstruktion

### Robot
9M330 var den första roboten som utvecklades för systemet. Den är en kommandostyrd över radiolänk från eldenheten och har ett radarzonrör. Roboten väger 167 kilogram, är 3 meter lång och bär en stridsspets på 15 kilogram. En fastbränsleraketmotor driver roboten till en maxhastighet på mach 2,8, där  motorn tänds först efter att roboten har kastats upp ur sin kapsel i robotmagasinet.

### Radar
9K330-systemet har två radarantenner: En roterande luftspaningsradar samt en fasstyrd eldledningsradar. Luftspaningsradarn är en 3D-Pulsdopplerradar som använder F-bandet och har en genomsnittlig uteffekt på 1,5 kW. Den kan upptäcka mål på upp till 25 kilometers avstånd. Eldledningsradarn är fast monterad i höjdled, men roterar med tornet i sidled. Den har en genomsnittlig uteffekt på 0,6 kW och kan låsa på mål på upp till 20 kilometers avstånd. NATO:s rapporteringsnamn för radarsystemet är Scrum Half.

### Fordon
Eldenheten är byggd på chassit GM-569 tillverkat av Mytisjtji motorfabrik. De fyra besättningsmännen är placerade i främre delen av chassit medan robotarna och radarsystemen är placerade i tornet.  

## Bilder

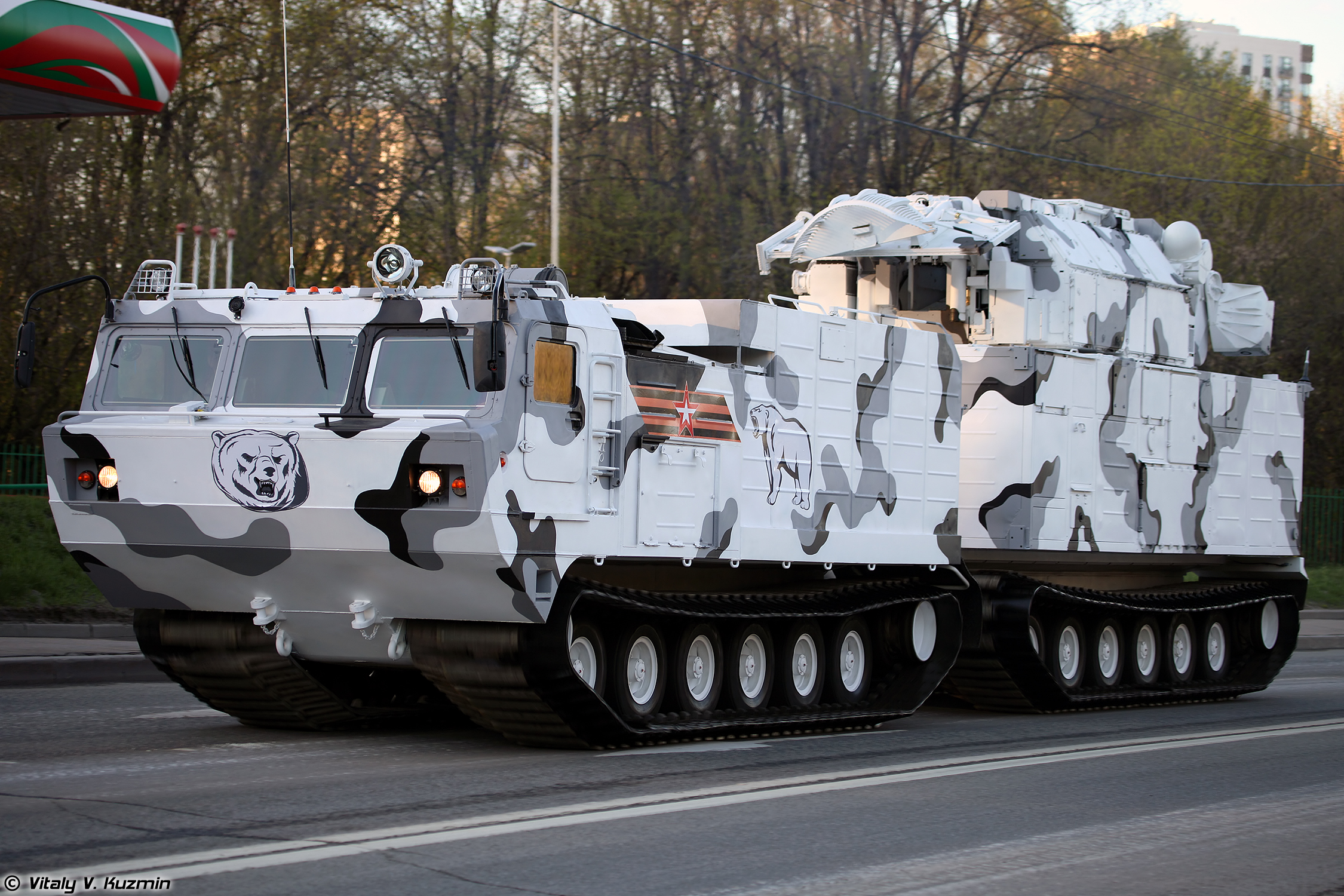
Tor-M2DT
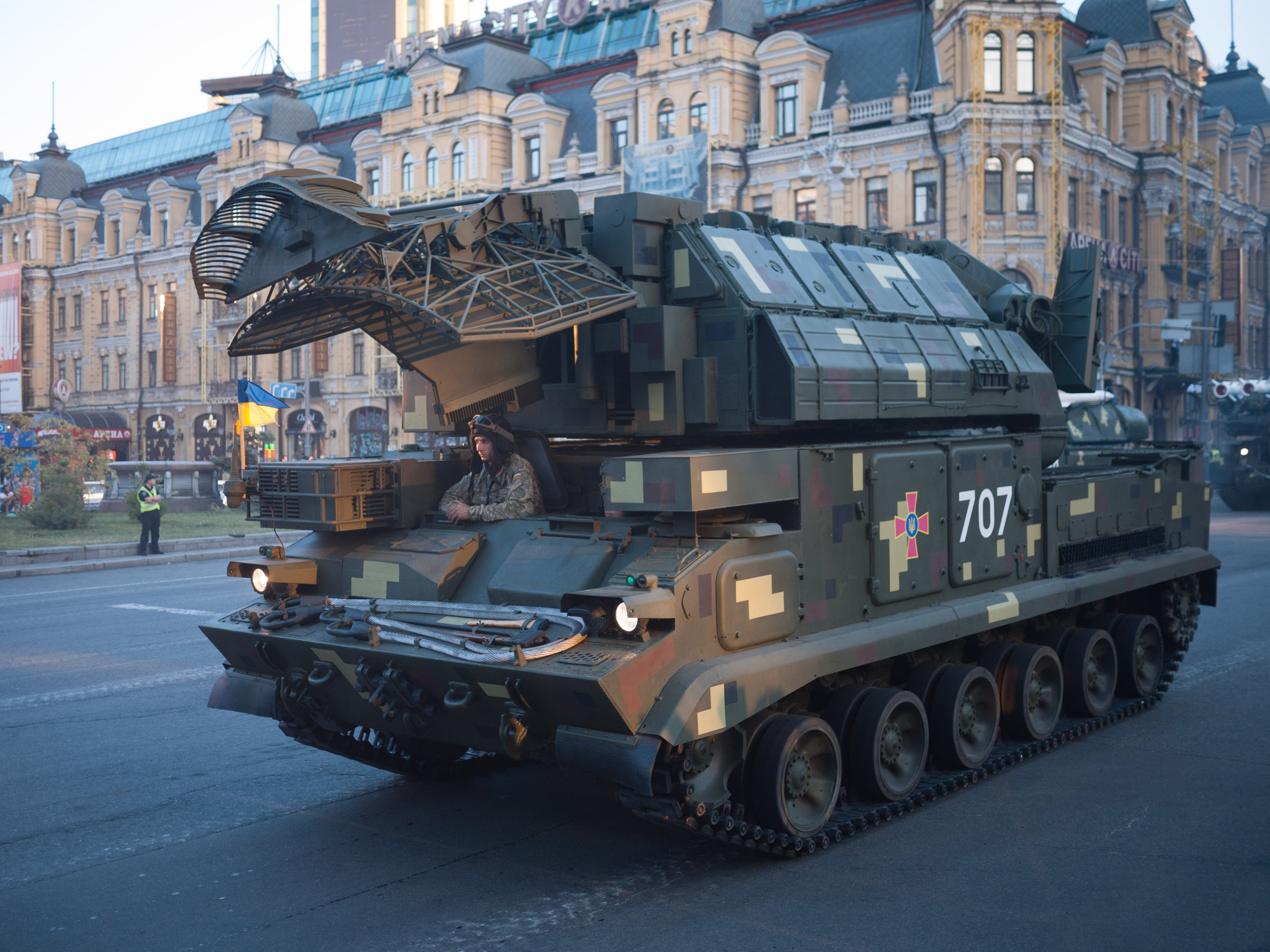
Ukrainsk 9K330 Tor